# Association sportive Sigui Kayes
L'Association sportive Sigui Kayes est un club malien de football basé à Kayes.
Le seul trophée du club est une Coupe du Mali, remportée en 1987 aux dépens de l'AS Real Bamako. Ce succès permet à l'AS Sigui de participer à la Coupe des coupes 1988, avec une élimination dès le tour préliminaire par les Sierra-Leonais de Real Republicans. 
En championnat, la meilleure performance du club est une 3e place, obtenue à l'issue de la saison 1991-1992, synonyme de qualification pour la Coupe de la CAF 1993. La campagne africaine est cette fois-ci légèrement plus longue : après avoir sorti le tenant du titre, le club nigérian de Shooting Stars Sports Club au premier tour, Sigui est éliminé en huitièmes de finale par le futur vainqueur de l'épreuve, le Stella Club d'Adjamé de Côte d'Ivoire.

## Palmarès
- Coupe du Mali :
  - Vainqueur : 1987